# Macropsobrycon uruguayanae
Macropsobrycon uruguayanae es una especie de peces de la familia Characidae en el orden de los Characiformes.

## Morfología
Los machos pueden llegar alcanzar los 4,6 cm de longitud total.

## Hábitat
Vive en zonas de clima subtropical.

## Distribución geográfica
Se encuentran en Sudamérica:  cuencas de Laguna dos Patos y de los ríos  Uruguay y Tramandaí.